# Ana Serret Ituarte
Ana Serret Ituarte és una directora de cinema espanyola. Ha dirigit curtmetratges, llargmetratges i documentals, alguns dels quals van obtenir premis en festivals nacionals i internacionals.

## Trajectòria
Entre 1991 i 1996, Serret va treballar en rodatges com a auxiliar i 2a de direcció amb realitzadors com Mario Camus, Mariano Barroso, Gerardo Vera i uns altres. Posteriorment, va ser muntadora en un estudi de postproducció de Roma. Va tornar a Madrid per a incorporar-se a la productora Cero en Conducta i posteriorment a la seva successora López-Li Films, on va treballar com a assistent de direcció de José Luis López-Linares, en la pel·lícula Extranjeros de sí mismos nominada als Premis Goya en 2000 com a millor pel·lícula documental.
De nou al costat de López-Linares, va treballar com a muntadora a Un instante en la vida ajena, que va guanyar el Premi Goya en 2004 al millor documental. A l'any següent, Serret va dirigir el seu primer curtmetratge Extras, que va obtenir el Premi Goya en 2005 al millor curt documental.
En 2015, va començar a col·laborar en el programa Cinema en curs de Bao A Qu, una associació cultural sense ànim de lucre que desenvolupa projectes que vinculen creació artística i educació. Aquest mateix any, va estrenar el seu primer llargmetratge documental La fiesta de otros i, el 2017, El señor Liberto y los pequeños placeres. Aquest segon film, guanyador de diversos premis, tracta sobre l'alzheimer a través del pare de Serret que pateix la malaltia i és el protagonista del documental.

## Reconeixements
El seu primer treball com a directora, el curtmetratge Extras, va rebre el Premi Goya 2005 al Millor Curt Documental, el Premi al millor curt en la Setmana de Cinema de Medina del Campo, el Festival de Lorca i el Festival de Màlaga. La fiesta de otros obtuvo el Premio DOCMA 2015 del Festival de Cine Documental Alcances. El 2018, El señor Liberto y los pequeños placeres va guanyar el Premi Lens a la Millor Fotografia de Competició Nacional de Llargmetratge del Festival Internacional de Cinema Documental DocumentaMadrid.